# Бернсайд (Аризона)
Бернсайд (англ. Burnside) — переписна місцевість (CDP) в США, в окрузі Апачі штату Аризона. Населення — 494 особи (2020).

## Географія
Бернсайд розташований за координатами 35°45′12″ пн. ш. 109°37′29″ зх. д. / 35.75333° пн. ш. 109.62472° зх. д. (35.753360, -109.624792). За даними Бюро перепису населення США в 2010 році переписна місцевість мала площу 24,02 км², уся площа — суходіл.

## Демографія
Згідно з переписом 2010 року, у переписній місцевості мешкало 537 осіб у 160 домогосподарствах у складі 124 родин. Густота населення становила 22 особи/км². Було 174 помешкання (7/км²).
Расовий склад населення:
| - 93,1 % — корінних американців - 5,6 % — білих |

До двох чи більше рас належало 1,1 %. Частка іспаномовних становила 1,9 % від усіх жителів.
За віковим діапазоном населення розподілялося таким чином: 35,0 % — особи молодші 18 років, 56,2 % — особи у віці 18—64 років, 8,8 % — особи у віці 65 років та старші. Медіана віку мешканця становила 28,0 року. На 100 осіб жіночої статі у переписній місцевості припадало 92,5 чоловіків; на 100 жінок у віці від 18 років та старших — 86,6 чоловіків також старших 18 років.
Середній дохід на одне домашнє господарство становив 36 542 долари США (медіана — 24 583), а середній дохід на одну сім'ю — 40 906 доларів (медіана — 26 818). Медіана доходів становила 36 667 доларів для чоловіків та 37 697 доларів для жінок. За межею бідності перебувало 45,3 % осіб, у тому числі 60,5 % дітей у віці до 18 років та 46,3 % осіб у віці 65 років та старших.
Цивільне працевлаштоване населення становило 171 осіб. Основні галузі зайнятості: освіта, охорона здоров'я та соціальна допомога — 33,9 %, виробництво — 26,3 %, публічна адміністрація — 9,9 %, мистецтво, розваги та відпочинок — 8,2 %.